# 쌍가군
환론에서 쌍가군(雙加群, 영어: bimodule 바이모듈[*])은 왼쪽 가군과 오른쪽 가군의 구조를 동시에 가지며, 두 구조가 서로 결합 법칙을 만족시키는 대수 구조이다.

## 정의
환 {\displaystyle R}와 {\displaystyle S}가 주어졌다고 하자. 그렇다면, {\displaystyle (R,S)}-쌍가군(영어: {\displaystyle (R,S)}-bimodule) {\displaystyle _{R}M_{S}}은 다음과 같은 데이터로 주어진다.
- 아벨 군 {\displaystyle (M,+)}
- {\displaystyle M} 위의 {\displaystyle R}-왼쪽 가군 구조 {\displaystyle _{R}M}
- {\displaystyle M} 위의 {\displaystyle S}-오른쪽 가군 구조 {\displaystyle M_{S}}

이는 다음과 같은 호환 조건을 만족시켜야 한다.
- 모든 {\displaystyle r\in R}, {\displaystyle s\in S}, {\displaystyle m\in M}에 대하여, {\displaystyle (rm)s=r(ms)}

보다 일반적으로, 가환환 {\displaystyle K}와 {\displaystyle K}-단위 결합 대수 {\displaystyle R}와 {\displaystyle S}가 주어졌다고 하자. 그렇다면, {\displaystyle (K;R,S)}-쌍가군 {\displaystyle _{R}M_{S}}은 다음과 같은 데이터로 주어진다.
- 아벨 군 {\displaystyle (M,+)}
- {\displaystyle M} 위의 {\displaystyle R}-왼쪽 가군 구조 {\displaystyle _{R}M}
- {\displaystyle M} 위의 {\displaystyle S}-오른쪽 가군 구조 {\displaystyle M_{S}}

이는 다음과 같은 호환 조건을 만족시켜야 한다.
- 모든 {\displaystyle r\in R}, {\displaystyle s\in S}, {\displaystyle m\in M}에 대하여, {\displaystyle (rm)s=r(ms)}
- 모든 {\displaystyle k\in K}에 대하여, {\displaystyle km=mk}

{\displaystyle (R,S)}-쌍가군은 {\displaystyle K=\mathbb {Z} }일 때 {\displaystyle (\mathbb {Z} ;R,S)}-쌍가군의 개념과 같다.
두 {\displaystyle (K;R,S)}-쌍가군 {\displaystyle _{R}M_{S}}, {\displaystyle _{R}N_{S}} 사이의 쌍가군 준동형(영어: bimodule homomorphism) {\displaystyle \phi \colon M\to N}은 다음 조건들을 만족시키는 아벨 군 준동형이다.
- {\displaystyle \phi }는 {\displaystyle R}-왼쪽 가군의 가군 준동형을 이룬다. 즉, {\displaystyle r\phi (m)=\phi (rm)\;\forall r\in R,\;m\in M}이다.
- {\displaystyle \phi }는 {\displaystyle S}-오른쪽 가군의 가군 준동형을 이룬다. 즉, {\displaystyle \phi (m)s=\phi (ms)\;\forall s\in S,\;m\in M}이다.

## 성질

### 가군과의 관계
다음 네 개념들이 서로 동치이다.
- {\displaystyle (K;R,S)}-쌍가군
- {\displaystyle (K;S^{\operatorname {op} },R^{\operatorname {op} })}-쌍가군
- {\displaystyle R\otimes _{K}S^{\operatorname {op} }}-왼쪽 가군
- {\displaystyle R^{\operatorname {op} }\otimes _{K}S}-오른쪽 가군

(여기서 {\displaystyle (-)^{\operatorname {op} }}는 반대환을 뜻한다.)
다음 세 개념들이 서로 동치이다.
- 아벨 군
- {\displaystyle \mathbb {Z} }-가군
- {\displaystyle (\mathbb {Z} ,\mathbb {Z} )}-쌍가군

환 {\displaystyle R}에 대하여, 다음 네 개념들이 서로 동치이다.
- {\displaystyle R}-왼쪽 가군
- {\displaystyle R^{\operatorname {op} }}-오른쪽 가군
- {\displaystyle (R,\mathbb {Z} )}-쌍가군
- {\displaystyle (\mathbb {Z} ,R^{\operatorname {op} })}-쌍가군

환 {\displaystyle R}에 대하여, 다음 네 개념들이 서로 동치이다.
- {\displaystyle R}-오른쪽 가군
- {\displaystyle R^{\operatorname {op} }}-왼쪽 가군
- {\displaystyle (\mathbb {Z} ,R)}-쌍가군
- {\displaystyle (R^{\operatorname {op} },\mathbb {Z} )}-쌍가군

가환환 {\displaystyle R}에 대하여, 다음 네 개념들이 서로 동치이다.
- {\displaystyle R}-가군
- {\displaystyle (R;R,R)}-쌍가군
- {\displaystyle (\mathbb {Z} ,R)}-쌍가군
- {\displaystyle (R,\mathbb {Z} )}-쌍가군

또한, 위 개념들에 대한 준동형들 또한 서로 동치이다. 예를 들어, {\displaystyle (K;R,S)}-쌍가군 준동형은 {\displaystyle R\otimes _{K}S^{\operatorname {op} }}-왼쪽 가군의 가군 준동형과 같은 개념이다.
즉, 쌍가군의 개념은 가군의 개념의 특수한 경우로 생각할 수 있으며, 반대로 가군의 개념을 쌍가군의 개념의 특수한 경우로 생각할 수 있다.
가환환 {\displaystyle R}에 대하여, 모든 {\displaystyle R}-가군 (즉, {\displaystyle (R;R,R)}-쌍가군)은 망각을 통하여 {\displaystyle (\mathbb {Z} ;R,R)}-쌍가군을 이루지만, 일반적으로 {\displaystyle (R;R,R)}-쌍가군이 아닌 {\displaystyle (\mathbb {Z} ;R,R)}-쌍가군이 존재한다.

### 텐서곱 가군과 준동형 가군
{\displaystyle (R,S)}-쌍가군 {\displaystyle _{R}M_{S}} 및 {\displaystyle (S,T)}-쌍가군 {\displaystyle _{S}N_{T}}이 주어졌을 때, 텐서곱
{\displaystyle _{R}M\otimes _{S}N_{T}}
은 자연스럽게 {\displaystyle (R,T)}-쌍가군을 이룬다. 이는 쌍가군 범주의 가법 함자
{\displaystyle (_{R}M\otimes _{S}-)\colon {}_{S}\operatorname {Mod} _{T}\to {}_{R}\operatorname {Mod} _{T}}
{\displaystyle (-\otimes _{S}N_{T})\colon {}_{R}\operatorname {Mod} _{S}\to {}_{R}\operatorname {Mod} _{T}}
를 정의한다.
또한, {\displaystyle (R,S)}-쌍가군 {\displaystyle _{R}M_{S}} 및 {\displaystyle (R,T)}-쌍가군 {\displaystyle _{R}N_{T}}가 주어졌을 때, 왼쪽 가군 준동형군
{\displaystyle \hom _{_{R}\operatorname {Mod} }(_{R}M_{S},{}_{R}N_{T})}
은
{\displaystyle (sft)(m)=\left(f(ms)\right)t\qquad \forall s\in S,\;t\in T,\;m\in M,\;f\in \hom _{_{R}\operatorname {Mod} }(_{R}M_{S},{}_{R}N_{T})}
를 통해 {\displaystyle (S,T)}-쌍가군을 이룬다.:94 이는 쌍가군 범주의 가법 함자
{\displaystyle \hom _{R}(_{R}M_{S},-)\colon {}_{R}\operatorname {Mod} _{T}\to {}_{S}\operatorname {Mod} _{T}}
{\displaystyle \hom _{R}(-,{}_{R}N_{T})\colon {}_{R}\operatorname {Mod} _{S}\to {}_{S}\operatorname {Mod} _{T}^{\operatorname {op} }}
를 정의한다. 반대로, 오른쪽 가군 준동형을 사용한다면 {\displaystyle (R,S)}-쌍가군 {\displaystyle _{R}M_{S}} 및 {\displaystyle (T,S)}-쌍가군 {\displaystyle _{T}N_{S}}가 주어졌을 때, 준동형군
{\displaystyle \hom _{\operatorname {Mod} _{S}}(_{R}M_{S},{}_{T}N_{S})}
은
{\displaystyle (tfr)(m)=t\left(f(rm)\right)\qquad \forall r\in R,\;t\in T,\;m\in M,\;f\in \hom _{\operatorname {Mod} _{S}}(_{R}M_{S},{}_{T}N_{S})}
를 통해 {\displaystyle (T,R)}쌍가군을 이루며, 쌍가군 범주의 가법 함자
{\displaystyle \hom _{S}(_{R}M_{S},-)\colon {}_{T}\operatorname {Mod} _{S}\to {}_{T}\operatorname {Mod} _{R}}
{\displaystyle \hom _{S}(-,{}_{T}N_{S})\colon {}_{R}\operatorname {Mod} _{S}\to {}_{T}\operatorname {Mod} _{R}^{\operatorname {op} }}
를 정의한다.
이는 다음과 같이 수반 함자를 이룬다.
{\displaystyle (_{R}M\otimes _{S}-)\dashv \hom _{R}(_{R}M_{S},-)}
{\displaystyle (-\otimes _{R}M_{S})\dashv \hom _{S}(_{R}M_{S},-)}
특히, {\displaystyle T=\mathbb {Z} } 또는 {\displaystyle R=\mathbb {Z} } 또는 {\displaystyle S=\mathbb {Z} }를 놓으면 각종 가군 범주 위의 다음과 같은 가법 함자들을 얻는다.
{\displaystyle (_{R}M\otimes _{S}-)\colon {}_{S}\operatorname {Mod} \to {}_{R}\operatorname {Mod} }
{\displaystyle (-\otimes _{R}M_{S})\colon \operatorname {Mod} _{R}\to \operatorname {Mod} _{S}}
{\displaystyle \hom _{R}(_{R}M_{S},-)\colon {}_{R}\operatorname {Mod} \to {}_{S}\operatorname {Mod} }
{\displaystyle \hom _{R}(-,{}_{R}M_{S})\colon {}_{R}\operatorname {Mod} \to \operatorname {Mod} _{S}^{\operatorname {op} }}
{\displaystyle \hom _{S}(_{R}M_{S},-)\colon \operatorname {Mod} _{S}\to \operatorname {Mod} _{R}}
{\displaystyle \hom _{S}(-,{}_{R}M_{S})\colon \operatorname {Mod} _{S}\to {}_{R}\operatorname {Mod} ^{\operatorname {op} }}
{\displaystyle (_{R}M\otimes _{S})\dashv \hom _{R}(_{R}M_{S},-)}
{\displaystyle (-\otimes _{R}M_{S})\dashv \hom _{S}(_{R}M_{S},-)}

### 쌍가군의 이차 범주
임의의 가환환 {\displaystyle K}와 {\displaystyle K}-단위 결합 대수 {\displaystyle R}, {\displaystyle S}에 대하여, {\displaystyle (K;R,S)}-쌍가군을 대상으로 하고, {\displaystyle (K;R,S)}-쌍가군 준동형을 사상으로 하는 범주 {\displaystyle _{R}K{\text{-uAssocAlg}}_{S}}가 존재한다. {\displaystyle K=\mathbb {Z} }인 경우 이는 단순히 {\displaystyle _{R}\operatorname {Mod} _{S}}로 표기한다.
보다 일반적으로, 가환환 {\displaystyle K}에 대하여 다음과 같은 이차 범주 {\displaystyle \operatorname {Bimod} _{K}}가 존재한다.
- {\displaystyle \operatorname {Bimod} _{K}}의 대상은 {\displaystyle K}-단위 결합 대수이다. (즉, {\displaystyle K{\text{-uAssocAlg}}}의 대상과 같다.)
- {\displaystyle \operatorname {Bimod} _{K}}에서, 단위 결합 대수 {\displaystyle R}, {\displaystyle S} 사이의 1-사상은 {\displaystyle (K;R,S)}-쌍가군 {\displaystyle _{R}M_{S}}이다. {\displaystyle _{R}M_{S}}의 정의역은 {\displaystyle R}, 공역은 {\displaystyle S}이다.
  - 두 쌍가군 {\displaystyle _{R}M_{S}}, {\displaystyle _{S}N_{T}}의 합성은 쌍가군의 텐서곱 {\displaystyle _{R}M\otimes _{S}N_{T}}이다.
  - 환 {\displaystyle R} 위의 항등 사상은 {\displaystyle _{R}R_{R}}이다.
- 같은 정의역과 공역을 갖는 두 1-사상 {\displaystyle _{R}M_{S}}, {\displaystyle _{R}N_{S}} 사이의 2-사상은 {\displaystyle (K;R,S)}-쌍가군 준동형이다. 즉, 범주로서 {\displaystyle \hom _{\operatorname {Bimod} }(R,S)={}_{R}K{\text{-uAssocAlg}}_{S}}이다.

## 예

### 아이디얼
환 {\displaystyle R}의 왼쪽 아이디얼은 {\displaystyle R}-왼쪽 가군을 이루며, 오른쪽 아이디얼은 {\displaystyle R}-오른쪽 가군을 이룬다. {\displaystyle R}의 양쪽 아이디얼 {\displaystyle {\mathfrak {a}}\subseteq R}은 {\displaystyle (R,R)}-쌍가군을 이룬다.
특히, {\displaystyle R} 전체는 {\displaystyle R}의 양쪽 아이디얼이며, 따라서 {\displaystyle (R,R)}-쌍가군을 이룬다.
보다 일반적으로, 가환환 {\displaystyle K} 위의 단위 결합 대수 {\displaystyle R}가 주어졌을 때, {\displaystyle K}-가군을 이루는 {\displaystyle R}-양쪽 아이디얼 {\displaystyle {\mathfrak {a}}\subseteq R}는 {\displaystyle (K;R,R)}-쌍가군을 이룬다. 특히, {\displaystyle R} 전체는 {\displaystyle (K;R,R)}-쌍가군을 이룬다.

### 부분환
{\displaystyle (R,S)}-쌍가군 {\displaystyle _{R}M_{S}} 및 {\displaystyle R}의 부분환 {\displaystyle {\tilde {R}}\subseteq R}와 {\displaystyle S}의 부분환 {\displaystyle {\tilde {S}}\subseteq S}가 주어졌을 때, {\displaystyle M}은 망각을 통해 자연스럽게 {\displaystyle _{\tilde {R}}M_{\tilde {S}}}-쌍가군을 이룬다.
특히, 환 {\displaystyle R}의 부분환 {\displaystyle {\tilde {R}}\subseteq R}가 주어졌을 때, 쌍가군 {\displaystyle _{R}R_{R}}에 망각을 가하여 쌍가군 {\displaystyle _{\tilde {R}}R_{R}} 및 {\displaystyle _{R}R_{\tilde {R}}} 및 {\displaystyle _{\tilde {R}}R_{\tilde {R}}}를 정의할 수 있다.

### 가군의 자기 사상
환 {\displaystyle R} 위의 오른쪽 가군 {\displaystyle M_{R}}가 주어졌다고 하자. 그렇다면, {\displaystyle \operatorname {Mod} _{R}}는 가법 범주이므로 {\displaystyle M_{R}}의 자기 사상 집합 {\displaystyle \operatorname {End} _{\operatorname {Mod} _{R}}(M_{R})=\hom _{\operatorname {Mod} _{R}}(M_{R},M_{R})}는 환을 이룬다. 이 자기 사상환은  {\displaystyle M_{R}}의 왼쪽에 자연스럽게 작용하며, 따라서 {\displaystyle M_{R}}는 {\displaystyle (\operatorname {End} M,R)}-쌍가군을 이룬다.
마찬가지로, {\displaystyle R} 위의 왼쪽 가군 {\displaystyle _{R}M}은 자연스럽게 {\displaystyle \left(R,(\operatorname {End} M)^{\operatorname {op} }\right)}-쌍가군을 이룬다.
이 구성은 모리타 동치의 정의에 등장한다.

### 행렬 쌍가군
환 {\displaystyle R} 위의 {\displaystyle m\times n} 행렬로 구성된 아벨 군 {\displaystyle \operatorname {Mat} (m,n;R)}을 생각하자. 만약 {\displaystyle m=n}이라면 (즉, 정사각 행렬이라면) {\displaystyle \operatorname {Mat} (n,n;R)=\operatorname {Mat} (n;R)}는 환을 이룬다.
행렬의 곱셈은 자연스러운 {\displaystyle R}-쌍선형 함수
{\displaystyle \operatorname {Mat} (m,n;R)\otimes _{R}\operatorname {Mat} (n,p;R)\to \operatorname {Mat} (m,p;R)}
를 이룬다. 이에 따라, {\displaystyle \operatorname {Mat} (m,n;R)}는 자연스럽게 {\displaystyle (\operatorname {Mat} (m;R),\operatorname {Mat} (n;R))}-쌍가군을 이룬다.
물론, {\displaystyle R}는 (대각 행렬로서) {\displaystyle \operatorname {Mat} (n;R)}의 부분환을 이룬다. 이에 따라, {\displaystyle \operatorname {Mat} (m,n;R)}는 {\displaystyle (R,R)}-쌍가군을 이룬다. 이 경우, {\displaystyle \operatorname {Mat} (m,n;R)}는 단순히 자유 가군 {\displaystyle R^{mn\oplus }}으로 생각할 수 있다.

## 응용
쌍가군에 대하여, 호흐실트 호몰로지와 호흐실트 코호몰로지를 정의할 수 있다.
쌍가군의 개념은 모리타 동치 및 모리타 쌍대성을 정의할 때 쓰인다.

## 참고 문헌
1. ↑  Hazewinkel, Michiel; Gubareni, Nadiya; Kirichenko, V. V. (2004). 《Algebras, rings and modules. Vol. 1》. Mathematics and its Applications (영어) 575. 도르드레흐트: Kluwer Academic Publishers. doi:10.1007/1-4020-2691-9. ISBN 978-1-4020-2690-4. ISSN 0921-3791. MR 2106764. Zbl 1086.16001.